# خاندان چوسوکابه
خاندان چوسوکابه، خاندان چوسوکامه (به ژاپنی: 長宗我部氏 Chōsokabe-shi) یکی از خاندان‌های سامورایی ژاپن بود. در طی زمان‌های مختلف این خاندان به خاندان هوسوکاوا، خاندان میوشی و خاندان ایچیجو خدمت می‌کرد. مقر این خاندان ولایت توسا امروزه استان کوچی بود.